# Provincia Georgia
Provincia Georgia, conform originalului din engleză, [the] Province of Georgia, cunoscută de asemenea sub numele de Colonia Georgia (în engleză Georgia Colony) a fost una din coloniile sudice ale Angliei din America de Nord britanică.
A fost ultima din cele 13 colonii originare fondate de regatul Marii Britanii pe teritoriul pe care va urma să existe entitatea federală numită Statele Unite ale Americii.  În forma sa originară, o porțiune îngustă a teritoriului oferit (conform originalului, "the granted territory") se extindea până la Oceanul Pacific.
James Oglethorpe a fost acela căruia, la 21 aprilie 1732, i-a fost conferit dreptul de exploatare conform decretului regelui George II, în onoarea căruia colonia a primit numele de Georgia.  Oglethorpe a creat legi foarte stricte, care au fost dezagreate de foarte mulți dintre coloniști.  Viziunea lui Oglethorpe era ca această colonie să fie un loc de mutare al debitorilor englezi din Anglia, respectiv de stabilire al "săracilor meritorii" (conform originalului, "the worthy poor").  Un alt motiv era crearea unui fel de "stat tampon" (conform, "buffer state") sau a unei "provincii garnizoană" (conform, "garrison province"), care ar fi urmat să apere partea sudică a coloniilor britanice de Florida spaniolă (conform, Spanish Florida).  Ar fi urmat, de asemenea, să prevină sclavii să scape din provincia South Carolina pentru a ajunge în Florida, unde ar fi putut să-și redobândească libertatea. Oglethorpe și-a imaginat o provincie populată de "fermieri întreprinzători" ("sturdy farmers") care ar fi fost capabili să-și apere granițele.  Acest motiv a determinbat ca actul de constituire al coloniei să interzică sclavia.

## Fondare
Oglethorpe, acompaniat de primii colonizatori a sosit în 12 februarie 1733, la Yamacraw Bluff, care este astăzi Savannah, Georgia.  Un sat al nativilor americani Yamacraw exista în acel loc, dar Oglethorpe a tratat cu ei și i-a convins să se mute.  Ziua de 12 februarie este sărbătorită și azi ca Ziua satatului Georgia (Georgia Day).  Deși inițial fondarea Coloniei Georgia a fost gândită de a fi un loc sigur de stabilire a debitorilor, acest motiv a fost rapid abandonat, astfel încât primii coloniști selecționați au fost 116 bărbați, femei și copii.  Nici un fel de debitori sau de pușcăriași nu au fost vreodată implicați în fondarea și consolidarea coloniei.
Documentul original specifica localizarea coloniei ca fiind întinsă între râurile Savannah și Altamaha, continuând în amonte până la originea acestora (formarea râului Altamaha are loc pe cursul Râului Ocmulgee), și apoi extinzându-se spre vest "de la mare la mare" (în original "from sea to sea").  Zona descrisă de documentul de înființare (în engleză, charter) fusese anterior parte a documentului originar de constituire a Provinciei Carolina (în original, Province of Carolina), care era în conexiune strânsă cu Colonia Georgia.  Colonia South Carolina nu fusese niciodată capabilă de a exercita control asupra suprafeței, dar după războiul cunoscut ca Yamasee War, coasta Coloniei Georgia devenise efectiv "curățată" de nativi americani, cu excepția unor așezări ale extinsului trib Yamasee, care au devenit cunoscuți ca nativii Yamacraw pentru ai distinge de încă ostilii Yamasee din Florida.

## Dezvoltare
Documentul de acordare al dreptului de ființare a fost aprobat de Privy Council (Consiliul de Coroană al Marii Britanii) și finalizat în 9 iunie 1732.  Consiliul de conducere al provinciei ([The] Board of Trustees) a condus colonia pentru următoarele două decenii pe baza subvențiilor acordate de Parlamentul Marii Britanii ([The] Parliament of the Great Britain).  Oricum, după numeroase dificultăți, incluzând plecarea definitivă în Anglia a lui Oglethorpe, conducerea colectivă a recunoscut incapacitatea de a guverna colonia în termenii pentru care primise subvenții timp de două decenii din partea Parlamentului britanic.  La 23 iunie 1752, cu un an înaintea expirării subvenției, bordul de directori ai coloniei a trimis un document de re-evaluare Coroanei britanice, prin care recunoștea incapacitatea de a guverna colonia la vremea expirării subvenției.  Astfel, la 7 ianuarie 1755 Colonia Georgia a încetat oficial de a fi o trustee colony, devenind o colonie a coroanei britanice.
Între 1732 și 1758, singurele subdiviziuni ale coloniei fuseseră districtele și orașele.  În 1758, provincia Georgia a fost subdivizată în opt parishes, la care s-au adăugat ulterior alte patru în 1765.  Oricum, după Declarația de Independență a Statelor Unite, făcută publică la 4 iulie 1776, în 1777, cele opt comitate originale ale statului Georgia au fost create.
În realitate, întinderea coloniei britanice fusese restrânsă la vecinătatea imediată a râului Savannah.  Zona vestică a coloniei a rămas sub controlul Confederației Pârâului Indien, conform originalului Creek Indian Confederation, până la Războiul de independență al Statelor Unite ale Americii 1775 - 1783).
Colonia a pornit extrem de lent la început, mai ales datorită stricteții regulilor impuse de primul guvernator, James Oglethorpe.  Acesta limitase posesiunile la maximum 200 de acri de pământ și interzise total orice formă de alcool tare.  După sondarea pulsului coloniștilor, care începuseră să devină din ce în ce mai nemulțumiți, Oglethorpe a realizat că trebuie să devină mai flexibil.  Când el însuși și limitările impuse au fost ajustate la ceea ce oamenii speraseră, colonia a început să crească mult mai repede.
Sclavia a fost permisă începând cu anul 1749.  Arhivat în 9 decembrie 2008, la Wayback Machine.  Deși a existat opoziție internă, mai ales din partea coloniștilor scoțieni, , Georgia a continuat un anumit "model" al coloniilor britanice sudice din America de Nord și la timpul Războiului revoluționar american (în original American Revolutionary War), Georgia a juns să fie foarte asemănătoare sudului american.
În 1802, statul Georgia a trecut sub controlul Congresului Statelor Unite ale Americii, din proprie inițiativă, însemnate porțiuni vestice ale teritoriului său.  Acestea au fost redenumite și reorganizate ca Mississippi Territory (în limba română Teritoriul Mississippi) urmând ca mai târziu, acest teritoriu împreună cu alte suprafețe de pământ să devină statele Uniunii Alabama și Mississippi.

## Guvernatorii coloniali ai Georgiei
- James Oglethorpe, Resident Trustee, 1733 - 1743  (Oglethorpe County)
- William Stephens, President, 1743 - 1751
- Henry Parker, President, 1751 - 1752
- Patrick Graham, President, 1752 - 1754
- John Reynolds, 1754 - 1757
- Henry Ellis, 1757 - 1760
- James Mark Prevost, 1779
- James Wright, 1760 - 1776, 1779 - 1782